# Tren de Aragua
El Tren de Aragua es una megabanda venezolana (una organización criminal con más de cien miembros) originaria del estado homónimo Aragua. Tenía como base la cárcel de Tocorón y la lidera el pran Héctor "Niño" Guerrero. Según InSight Crime, ha sido la organización criminal más poderosa de Venezuela, teniendo un importante incremento en sus actividades en el extranjero desde el año 2020.
Para diciembre de 2024, el alcance del Tren de Aragua había sido exagerado, ya que la banda solo tenía células permanentes fuera de Venezuela en Perú y Chile, y había tenido un éxito limitado en el establecimiento de operaciones en la vecina Colombia. En 2025, el Departamento de Estado de los Estados Unidos lo designó como una organización terrorista extranjera, junto con la "Mara Salvatrucha" y los carteles del narcotráfico en México.

## Origen
Se formó con un colectivo del sindicato de construcción del tren en el estado Aragua, cobrando sobornos para colocar empleos dentro de la construcción entre el 2007/2010. Nunca llegó a concretarse la obra por desidia, según el Plan Socialista Nacional de Desarrollo Ferroviario de 2006. El Tren de Aragua ha sido responsable de actividades delictivas como extorsión, secuestros, robos y homicidios. Según autoridades, cuenta con aproximadamente 2700 miembros entre sicarios y personas que colaboran en labores de “inteligencia”.

De acuerdo a InSight Crime, para 2018 el grupo contaba con más de doscientos miembros en libertad y miles más dentro de las cárceles venezolanas, como la cárcel de Tocorón en Aragua. La periodista venezolana de investigación Ronna Rísquez no cree en esta versión. Para ella, los orígenes de la banda se situarían en el descontrol en las cárceles de Venezuela, y la aparición de una figura dentro de las cárceles llamada el “pran”, es decir, líderes máximos en movilizar temas económicos de una organización criminal. “lo concreto es que había una banda que operaba fuera del Centro Penitenciario de Aragua (conocido como Tocorón) liderada por José Gabriel Álvarez Rojas alias "El Chino Pedrera" que cayó abatido al enfrentarse al CICPC en febrero de 2016. Esto coincide con el nacimiento de los ‘pranes’ y su control de las cárceles. Algunos de los miembros de la banda pasaron por la prisión de Tocorón, donde conectaron con sus líderes, dando inicio al Tren de Aragua”. El director del Observatorio Venezolano de Violencia, el sociólogo Roberto Briceño-León, agrega el dato de que el 2005 el gobierno de Hugo Chávez cedió:
“el control interno de las cárceles a los propios presidiarios a través de un acuerdo en el que se eliminaba el control externo y ellos se encargaban de mantener el orden interno de la cárcel y evitar muertes”.
No obstante, todo salió mal. Según Rísquez cree que hoy son alrededor de 5.000 miembros. La banda continuó creciendo sustancialmente en 2019. Fuentes policiales confirman que durante la llegada al poder de Tareck El Aissami a la gobernación del estado de Aragua (2012-2017), las actividades del grupo fueron en aumento tanto dentro como fuera del estado. La peligrosa banda es dirigida desde el Centro Penitenciario de Aragua por Héctor Guerrero Flores, alias el “Niño Guerrero”, sentenciado en 2018 a 17 años. Guerrero se fugo en septiembre de 2023. Se les suele identificar por su uso de color negro o verde militar.
De acuerdo con denuncias de líderes de la oposición venezolana, como María Corina Machado, el presidente Nicolás Maduro y otros altos funcionarios del gobierno de Venezuela estarían vinculados al Tren de Aragua, utilizando la organización criminal como un instrumento de control y represión.

## Actividad

### Venezuela
A pesar de aumentar sus actividades criminales, el grupo enfrentó la resistencia de otros grupos criminales, y de autoridades. Organizaciones criminales como Los Carajitos Locos del 19 han sido las principales en enfrentarse al Tren de Aragua, pero varios de sus miembros murieron enfrentados con miembros de la megabanda y de las autoridades. También las Fuerzas de Acciones Especiales operaron contra de estas organizaciones criminales, con varios criminales muertos. A pesar de esto, las autoridades venezolanas son acusadas de acusar a civiles y asesinar extrajudicialmente a miembros de bandas delincuenciales. Se ha denunciado que Nicolás Maduro solicitó ayuda al Tren de Aragua para reprimir las protestas en Venezuela de 2017. Presuntamente la solicitud fue hecha a través de Tareck El Aissami.
El Tren de Aragua bajo su estructura criminal opera en diversos municipios del Estado Aragua teniendo fuerte presencia en el municipio Santiago Mariño según informe redactado por transparencia Venezuela en 2020. Donde figuran lugartenientes de la organización criminal como bandas el "Erick villeguita", "El patán de Ganadería", "El viejo gregorio", "El Mantilla", "Mauricio la flauta". Entre otros. 
El día 17 de marzo de 2019 fue abatido un peligroso delincuente del Tren de Aragua de nombre Erick Eduardo Gil Martínez apodado "Erick villeguita", aproximadamente a la 5:00 p.m. se produjo un enfrentamiento, donde organismos de seguridad del Estado lo dieron de baja, se pudo conocer por medio del servicio de inteligencia, que el antisocial llevaba una relación amorosa con la alcaldesa de municipio Santiago Mariño, Johana Sánchez, relación en la cual tuvieron un hijo en común, el día de la baja del "erick villeguita", la alcaldesa llegó al sitio reclamando la mala actuación policial, cosa que causó asombro entre los agentes de seguridad. En mayo de 2025 Johana Sánchez fue electa gobernadora de Aragua.
Durante la madrugada del 4 de mayo de 2019, un grupo de militares y policías fueron emboscados en una zona montañosa entre las ciudades de Magdaleno-Palo Negro cuando iban a responder a un llamado de apoyo de los efectivos que protegían una finca propiedad de las Fuerzas Armadas. Durante la emboscada asesinaron al general de brigada de la Fuerza Aérea Silva Zapata, tres militares y dos agentes de la policía. La emboscada fue presuntamente cometida por el Tren de Aragua. Una fuente policial consultada por El Pitazo declaró que al otro día, los reclusos celebraron la muerte de los funcionarios de seguridad, organizando una gran fiesta.
El 21 de marzo de 2020, dos integrantes de la banda del Tren de Aragua murieron enfrentados a efectivos policiales del Cuerpo de Investigaciones Científicas Penales y Criminalisticas (CICPC) en Maracay. Según el Cuerpo, los funcionarios realizaban investigaciones para desmantelar la banda y analizaban rastros electrónicos.
El 29 de mayo, medios de comunicación locales reportaron la muerte de un miembro de la banda en el estado Táchira, fronterizo con Colombia, en un supuesto enfrentamiento con funcionarios del CICPC. InSight Crime reportó que el 11 de junio, policías detuvieron a cuatro integrantes de la banda en Las Vegas de Táriba, en Táchira, al transportar cuarenta kilos de marihuana hacia el estado Barinas. InSight Crime concluye que la detención de los miembros de la banda prueba la expansión del Tren de Aragua al estado Táchira y la operatividad en la zona.
En junio, fueron incendiadas las instalaciones de la empresa galletera "Puig" en la zona industrial de Las Tejerías, estado Aragua. Tras dos días, la policía confirmó las versiones ofrecidas por vecinos y testigos que señalaban como responsable a la banda El Conejo, de El Tren de Aragua, siguiendo las órdenes del líder de la megabanda criminal, Héctor Guerrero Flores, recluido en el Centro Penitenciario de Aragua, más conocido como Tocorón. Extraoficialmente se supo que el ataque fue por venganza luego de que los dueños de la empresa rechazaron pagar un soborno.
En septiembre de 2023 fue desalojado el Centro Penitenciario de Aragua con la ayuda de 11.000 funcionarios de la Fuerza Armada Nacional Bolivariana (FANB) y policías, en la cual un mayor de la Guardia Nacional Bolivariana murió en el operativo.
El centro penitenciario controlado por el Tren de Aragua poseía piscina, discoteca, un estadio de béisbol, un cajero automático, un parque infantil, y un zoológico, además de túneles para entrar y salir libremente. El líder de la Megabanda criminal, Héctor Guerrero Flores, alias "Niño Guerrero", días antes del operativo se fugo de la prisión junto a otros 400 reclusos. El gobierno informó que la fuga masiva se efectuó por túneles antes de que se produjera la intervención militar. Según el Observatorio Venezolano de Prisiones (OVP), la intervención al penal de Tocorón fue negociada y permitida por el "Niño" Guerrero. Sobre su paradero, se especuló que podría haber fugado a Colombia o Perú con cabecillas subordinados. El Tren había hecho una red de túneles de 5 km, que llegaba a la desembocadura del Lago de Valencia. Allí hallaron lanchas rudimentarias por donde sólo iban y venían los máximos líderes. Si faltaba más, los túneles tenían su ventilación, su alumbrado, armazones de concreto, etc. Toda una estructura edilicia.
El 10 de abril de 2024, luego de que el canciller Yván Gil desconociera la existencia del Tren de Aragua, durante una entrevista con el canciller colombiano Luis Gilberto Murillo en la ciudad de Cúcuta. La reacción del presidente de Chile Gabriel Boric ante el desconocimiento llamó a consulta al embajador de Chile en Venezuela Jaime Gazmuri,

### Argentina
El 29 de mayo de 2025 desmantela en Argentina una célula de la banda, un operativo de fiscales argentinos trabajaron sigilósamente para desarticular una banda que terminó con 12 detenidos. La célula operaba desde 2021, manejaba una casa de cambio Western Union en la capital federal, que usaban el método hawala para el lavado de dinero, manejaban un salón de belleza, campos y propiedades en Corrientes, era dirigido desde el penal de Ezeiza por Guillermo Boscán Bracho, “El Yiyi” venezolano que ingresó en 2020 y detenido en octubre de 2023.

### Colombia

#### Conflicto fronterizo con las Disidencias de las FARC-EP
Autoridades de la ciudad fronteriza de Cúcuta, en Colombia, han denunciado la presencia del grupo criminal en la zona. El coronel José Palomino, a la fecha comandante de la Policía Metropolitana de Cúcuta, dijo que el Tren de Aragua estaba entre los grupos responsables del recrudecimiento de la violencia en la zona de la frontera. El Tren de Aragua fue responsable del asesinato de un ciudadano colombiano que actuó como el contacto entre el Tren de Aragua y miembros del Clan del Golfo en el norte de Santander, en abril de 2019. En respuesta el Clan del Golfo asesinó a varios miembros del Tren de Aragua, entre ellos a José Luis Zarramera Franco (alias «Iyabó»). El 17 de diciembre de 2020 es capturado en Medellín Freddy González, cabecilla de la organización en zona de la frontera entre Colombia y Venezuela y quien buscaba consolidar la alianza con el Clan del Golfo. El 25 de mayo de 2021 se presentaron fuertes combates entre el ELN y el Tren de Aragua, aliado del Clan del Golfo, en busca del control de la frontera en la trocha La Playita, en la vecina ciudad de fronteriza de San Antonio, dejando numerosos heridos.
El 3 de agosto de 2021, la banda delincuencial del Tren de Aragua atacó y abatió a dos disidentes de la FARC-EP en el río Arauca a bordo de una canoa, empezando una guerra por el control total del tráfico del río. Uno de ellos era el cabecilla de la zona, José Leonardo Guerrero Estrada (alias «El Mono») del Frente Décimo de las disidencias de las FARC-EP. El 4 de agosto, las disidencias torturan y asesinan al lanchero que transportó a los miembros del Tren de Aragua y alias «Ferley» decreta un «Plan Pistola» contra la organización criminal venezolana y restringe el paso después de las 6 p. m. por el río Arauca. El 8 de agosto de 2021, aparecieron los cuerpos asesinados de alias ‘El Camionero’ y de alias ‘Chupón’, cabecillas del Tren de Aragua, a las orillas del río Arauca en vendetta por la muerte de alias «El Mono». Otras personas muertas o desaparecidas serían víctimas inocentes o colaterales del hecho. El 12 de agosto subalternos de Darwin Rafael González Castillo (alias «El Enano»), jefe máximo del Tren de Aragua en Apure, lo entregan a manos de las Disidencias de las FARC-EP junto con otros cabecillas de la organización. El 13 de agosto aparece el cuerpo asesinado de alias de «Aron», cabecilla del Tren de Aragua que había sido retenido por las Disidencias de las FARC-EP junto con alias «El Enano», con una nota alado de su cadáver: «Este es un mensaje para todos los que pertenecen al Tren de Aragua». Ese mismo día detona un artefacto explosivo frente a la barriada 20 de julio en Arauquita, dando una advertencia a los vendedores de gasolina ilegal del Tren de Aragua. El 15 de agosto miembros de las Disidencias de Gentil Duarte ejecutan a otros dos integrantes del Tren de Aragua en la frontera de Arauca-Apure.
El 16 de agosto de 2021 las Disidencias de las FARC-EP ejecutan a Dumar Maguiber Méndez (alias «Maguíber»), miembro de la guerrilla, culpado de dar información de los movimientos de alias «El Mono» al Tren de Aragua. El 17 de agosto es asesinado por las Disidencias de Gentil Duarte el jefe máximo del Tren de Aragua en Arauca Darwin Rafael González Castillo («El Enano») por la muerte de alias «El Mono». Posteriormente aparece un video en donde se incrimina a la policía de tener nexos con bandas criminales. El 24 de agosto sucede una masacre donde son asesinados tres venezolanos por las Disidencias de Gentil Duarte por pertenecer al Tren de Aragua en Saravena (Arauca), dejando en firme su intención de desaparecer a la banda criminal de toda la frontera.

#### Otras regiones
Tras una masacre en la que fueron hallados tres cuerpos con aterradoras señales de tortura en bolsas en la ciudad de Bogotá, el 25 de agosto de 2022 el director de la Policía Metropolitana de Bogotá, general Carlos Triana, declaró que los autores del crimen y numerosos crímenes similares en la ciudad eran miembros del Tren de Aragua. Sin embargo este crimen fue perpetrado por la banda ‘Satanás’ contra miembros de la banda del Tren de Aragua y «Los Costeños». Las autoridades afirmaron que crímenes de la banda consistían en la tortura y asesinato de miembros de bandas rivales, principalmente con el objeto de hacerse con el control de los mercados ilícitos en la ciudad, en particular el de las drogas ilícitas. El 12 de septiembre se responsabiliza al tren de Aragua del asesinato de 23 conciudadanos en Bogotá. La última semana de agosto de ese año fueron hallados en bolsas los cuerpos descuartizados de cuatro personas en diferentes puntos de la capital colombiana. En octubre de 2022 detienen a 14 venezolanos y cinco colombianos como presuntos integrantes del tren de Aragua, entre ellos un teniente de la Policía Nacional, quien supuestamente alertaba de los operativos a la banda. Un informe bien detallado del 9 de noviembre de 2021 la fiscalía de Colombia señaló información administrada por ciudadanos del corregimiento "La Parada" donde señalaban que los integrantes del tren de Aragua se dedicaban a la comercialización y distribución de estupefacientes en el Puente Internacional Simón Bolívar, el "sector del Quilombo" y la zona comercial de "La Parada" señalando a cada uno de los autores, el rol de cada uno y los lugares de injerencia, lo que permitió a la Policía Nacional de Cucuta erradique la banda. No fue hasta el 21 de diciembre del mismo año que fueron arrestados en Chapinero, alías «Makako» y «Jesús», cabecillas de la banda en la capital colombiana, y señalados de estar relacionados con los cuerpos desmembrados. El Cnel Carlos García informa en agosto de 2022 que el tren se va para Bogotá.
El 8 de agosto de 2023 aparece un video en el que se muestra a integrantes de las Autodefensas Gaitanistas de Colombia, o Clan del Golfo con armas largas, emitiendo un comunicado sobre la presunta toma completa de la localidad de Ciudad Bolívar en Bogotá, además de declarar objetivo militar a la organización venezolana del Tren de Aragua, a la cual tienen decidido expulsar de la capital de Colombia para obtener el control total del narcotráfico en conjunto con miembros de la llamada Oficina de Envigado. Esto se habría dado por la molestia de los narcos colombianos por el cobro de extorsiones a sus prestamistas en el exterior, en lo que se convertiría en una histórica guerra entre bandas criminales en Bogotá. 
La guerra arrancó cuando el 5 de septiembre de 2023, sicarios del Tren de Aragua acribillan a Starly Torres Murzzi, señalado de ser cabecilla de la banda delincuencial ‘Los Paisas’ en la localidad de Bosa (Bogotá), dando el primer campanazo para marcar su entrada a la zona. Sin embargo, un día después, el 6 de septiembre, miembros de ‘Los Paisas’ acribillaron a dos venezolanos, Eduardo Toledo (38 años) y Richard Requena Caraballo, miembros Tren de Aragua con amplios antecedentes judiciales y señalados de ser responsables de ordenar la muerte de Starlyn con el fin de pelear el control del narcotráfico en la zona. El 7 de septiembre miembros del ‘Los Paisas’ torturan y arrojan desde un vehículo el cuerpo del venezolano Gabriel Alexander Díaz Jiménez, reconocido integrante del Tren de Aragua y con procesos judiciales vigentes en Venezuela, en el Estado Cojedes, e identificado por la DIJIN como cabecilla de la banda venezolana en la localidad de Bosa. Se cree que habría sido entregado por sus subalternos para evitar una confrontación directa entre ‘Los Paisas’ y el Tren de Aragua en el Sur de Bogotá. El 8 de septiembre fue asesinado Keimy Enyiso Moreno (alias «Key»), ciudadano venezolano, dejando cinco venezolanos asesinados en dos días solo en la localidad de Bosa, y expulsando finalmente al grupo de la zona. El 3 de noviembre la policía de Ecuador entregó en el puente internacional de Rumichaca a Migración Colombia al ciudadano venezolano José Manuel Vera, conocido como alias "Satanás" solicitado por el juzgado 24 Penal municipal con Función de Garantías de Bogotá por diferentes delitos de homicidio, secuestro, tortura, tráfico de armas y estupefacientes, se había fugado de una cárcel en Colombia el pasado 18 de abril del 2022. El 6 de diciembre fue detenida la venezolana Wanda del Valle Bermúdez Viera, la "Bebecita del crimen" expareja del "maldito cris", acusada por ofrecer 40 mil dólares a sicarios, a cambio de atentar contra la vida del jefe de la División del Perú Víctor Revoredo, donde se había refugiado luego de huir del Perú, era protegida por el tren de Aragua, más adelante sería deportada a Perú.
El 10 de marzo de 2024 la policía detiene a once venezolanos en una zona rural de Riohacha, en el departamento de La Guajira a quienes se les incautaron fusiles de alto calibre, municiones, dispositivos de comunicación y una considerable cantidad de drogas pertenecientes al tren de Aragua. 
La Oficina asesinó a siete venezolanos pertenecientes al Tren de Aragua en solo en una semana entre el 24 y el 30 de marzo de 2024 en la ciudad de Medellín, luego de que se ordenará su expulsión total, debido a que la organización criminal venezolana realizó una ‘vendetta’ en la terminal del Norte de Medellín sin la autorización de los máximos cabecillas de ‘La Oficina’. En ese ajuste de cuentas fueron asesinados dos venezolanos que eran seguidos desde Ecuador. Por esto, La Oficina le declara la guerra a la banda, generando que capos ocultos venezolanos que viven en Medellín salgan expulsados. El 2 de abril de 2024, sicarios asesinaron al venezolano José Manuel Salcedo, de 25 años, en la comuna 13 de Medellín. Sin embargo, la policía señaló que estos hechos serían casos aislados. El 2 de mayo es capturado Carlos Ramón Escobar García, conocido con el alias de "Escobar", es señalado de ser el cabecilla principal de la banda criminal “Los 19”, era solicitado por Venezuela, acusado de tráfico de armas, homicidio intencional agravado, homicidio calificado en ejecución de robo y extorsión.. El 7 de mayo la Policía informa la captura del venezolano Juan Antonio Gil Díaz alias "Toño" o "cachicamo" en Paratebueno, Cundinamarca quien era uno de los principales operadores de rutas del narcotráfico y proveedor de armas de fuego.
El 30 de mayo de 2024, las autoridades colombianas detuvieron a 20 integrantes todos de nacionalidad venezolana de la organización criminal el Tren de Aragua, que operaban en los sectores de Kennedy, Bosa, Ciudad Bolívar y Santa Fe en la ciudad de Bogotá. El alcalde de la ciudad indicó que cinco de los capturados eran cabecillas de la organización: tres jefes de zona (alias «Ratón», «viejo Daniel» y «Caracas») y dos coordinadores de zonas (alias Jeferson y «Mini Pepsi»).
El 2 de julio de 2024 fue capturado Larry Álvarez Núñez (alias «Larry Changa»), cofundador y líder del Tren de Aragua, en una mansión ubicada en el municipio de Circasia, en el departamento de Quindío. Había estado recluido en la cárcel de Tocorón, en Venezuela en 2007, tras el asesinato de un comerciante de repuestos en Aragua en 2006 fue sentenciado a 17 años de cárcel por homicidio calificado, pero escapó en 2015 con ayuda del grupo y se desconoció su paradero hasta su entrada a Chile en 2018. Luego, en 2022, llegó a Colombia huyendo de Chile, donde dejó una fuerte estructura delincuencial. Actualmenete está detenido en la Cárcel La Picota para ser deportado a Chile.
El 15 de noviembre de 2024 es detenido Jeison Alexander Lorca Salazar (alias «Jeison Comino»), quien era solicitado por Venezuela a través de notificación roja de Interpol, en el municipio Los Santos, Santander. Se informó que era requerido por terrorismo, robo, hurto de vehículos, y lesiones, y por él se ofrecía una recompensa de 50.000 dólares. Era uno de los 10 hombres más peligrosos y buscados en Venezuela.
Se informó que el 7 de diciembre de 2024 fue detenido en el municipio de Los Patios, en el área metropolitana de Cúcuta, Carlos Francisco Gómez Moreno, más conocido como «Bobby de Cagua», actual líder del Tren de Aragua, quien residía en Colombia desde 2022, se quedaba habitualmente en el balneario de Santa Marta, fronterizo con Venezuela. Será trasladado a Bogotá, a fin de iniciar los trámites de extradición a Chile. Su captura se logró gracias a la coordinación entre la Fiscalía de Colombia y de Chile.
El 29 de enero de 2025 fue capturado en la ciudad de Bucaramanga el cabecilla de la banda Beraldo Enrique Atencio Padilla (alias «Chocolate»), quien tenía circular roja de la Interpol por asesinar a integrantes desobedientes de su propia organización. El 4 de febrero de 2025, en la ciudad de Cali, fue capturado José Arenas Lezama (alias «El Nene»), quien es solicitado por la Corte Distrital del Sur de la Florida por cargos de secuestro, homicidio, concierto para delinquir y hurto. El 6 de febrero de 2025 Luis Alfredo Carrillo Ortiz (alias «Gocho»), vinculado al secuestro y asesinato del exmilitar venezolano Ronald Ojeda en Chile, fue capturado en Chiscas, Boyacá. El 11 de febrero de 2025, otros dos miembros de la estructura delincuencial fueron capturados en Bogotá, acusados de ser los responsables de extorsiones y atentados a comerciantes de las localidades de Kennedy y Bosa.
El 28 de mayode 2025 es detenido en Medellín, Colombia al venezolano Yeferson Nava alias «Yef Nava», señalado como el líder principal de la organización criminal "Los Melean", un grupo delictivo con más de seiscientos integrantes y estrechos vínculos con el Tren de Aragua. Dosdías antes fue detenido José de Jesús Arteaga Gonzaga, conocido por el alias «Burro con Sueño», fue capturado el pasado 22 de mayo en el barrio Colinas de Tunal, en Cúcuta, era miembro del Tren de Aragua que extorsionaba a sus víctimas con el servicio del agua.

### Perú
Acorde a la Policía Nacional del Perú, se estima 2700 integrantes que forman la rama local del Tren de Aragua para 2022. Al año siguiente el grupo criminal operó al menos ocho distritos en Lima, Perú. El 3 de agosto de 2018, cinco integrantes de la banda fueron arrestados en Lima siendo el primer reporte de la banda criminal en el país. En septiembre de 2019 cometieron el Crimen en SMP. El Megaoperativo Virgo 2023 desarticulo la facción del Tren de Aragua denominada como "Dinastía Alayón".
El 25 de septiembre de 2023 el ministro del Interior del Perú, Vicente Romero Fernández, confirmó que el "Niño Guerrero" cabecilla del Tren de Aragua, fue incluido en el Programa de Recompensas de la Policía Nacional. El gobierno peruano ofrece medio millón de soles (132.000 dólares) a quien entregue información sobre su paradero, si ingresa al país tras su fuga de una cárcel en Venezuela.
En el norte peruano, se llevó a cabo una división de "labores" entre esta megabanda y las organizaciones criminales locales, estableciendo un pacto de colaboración e interviniendo en atentados contra el ministerio público peruano.

### Bolivia
La presencia del Tren de Aragua en Bolivia ha pasado de manera desapercibida y casi sin ninguna novedad, pues cabe mencionar que desde hace mucho tiempo la policía boliviana se encuentra ocupada combatiendo la presencia de otras grandes mafias internacionales del narcotráfico, inclusive mucho más peligrosas, como las brasileñas Primer Comando de la Capital (PCC) o el Comando Vermelho (CV), que se asentaron en el país desde hace varios años atrás ya que cabe recordar que Bolivia comparte con el Brasil una inmensa frontera terrestre de más de 3423 kilómetros, siendo esta la octava frontera más las larga del planeta.
La Tren de Aragua también ingresó al país, aunque solo tímidamente con algunos emisarios en algunas ciudades capitales e instalando su pequeña base de operaciones en la localidad fronteriza de Pisiga. Se ha logrado establecer que estos emisarios realizan en Bolivia una intensiva búsqueda e identificación de las mujeres venezolanas que se encuentran en situación de calle, las cuales viven en las ciudades del eje central del país como La Paz, El Alto, Cochabamba y Santa Cruz de la Sierra o también en Oruro con el único objetivo de explotarlas sexualmente contra su voluntad o sino traficándolas hacia Chile para prostituirlas. Estos emisarios también realizan extorsiones a familiares de las víctimas, obligándolos a transportar droga desde Bolivia hacía otros países (bajo amenaza de muerte) con la futura promesa de liberar a sus familiares secuestrados.
El 5 de abril de 2024 la Policía Boliviana detuvo a cuatro venezolanos, incluido un menor de 16 años, que aseguraron pertenecer a la organización criminal Tren de Aragua, que serán procesados por el delito de terrorismo al haberles hallado armas y municiones “de guerra”, según las autoridades. El ministro de Gobierno (Interior), Eduardo del Castillo, presentó ante los medios en La Paz a tres de los arrestados cuyas edades oscilan entre los 22 y 30 años, mientras que la identidad del menor debe ser corroborada. Según el ministro, cuando fueron detenidos, los hombres “se atrevieron a amenazar a la Policía Boliviana manifestando que no sabían con quiénes se metían, que ellos eran miembros del Tren de Aragua”. La autoridad explicó que recibieron “informes de inteligencia” de países de la región que alertaron sobre el ingreso a Bolivia esta semana de presuntos integrantes del Tren de Aragua. A partir de esta información, la Policía Boliviana se movilizó y esta madrugada detuvo a los tres hombres y al adolescente en una operación en la ciudad andina de Oruro. Ninguno de los detenidos ingresó al país por un paso migratorio autorizado, según Del Castillo. Los cuatro fueron trasladados posteriormente a La Paz “por cuestiones de seguridad interna” y serán procesados en la sede del Gobierno boliviano por terrorismo y otros delitos como porte de armas, narcotráfico, trata de personas y tráfico de migrantes, precisó. La Policía les decomisó dos chalecos antibalas, seis “granadas de guerra”, nueve cajas de munición de distintos calibres y dos “subametralladoras”, entre otros, además de unas pastillas que se confirmará mediante pruebas de campo si son drogas sintéticas, indicó. El ministro sostuvo que las investigaciones continúan para determinar si hay más miembros del Tren de Aragua en territorio boliviano. Los detenidos deberán comparecer ante un juez cautelar y el Gobierno boliviano espera que sean encarcelados preventivamente. EFE

### Chile
La Fiscalía Centro Norte de Chile estaría investigando la actuación de la mega banda del Tren de Aragua en la frontera entre Bolivia y Chile para el ingreso por pasos ilegales de migrantes venezolanos, movilizándolos a través de pasos fronterizos no habilitados en el norte. En marzo de 2022, son arrestados en Puerto Montt miembros de la megabanda los cuáles fueron partes de operaciones de trata de personas y explotación sexual infantil. En un operativo de la Policía de Investigaciones de Chile (PDI) realizado el 17 de junio del 2022, teniendo lugar en las inmediaciones del Cerro Chuño, Provincia de Arica, decomisando armas de fuego, municiones de distintos calibres y una granada, se arrestaron a 17 personas que pertenecían al grupo denominado "Clan Los Gallegos" cual están vinculados con el Tren de Aragua. Los detenidos fueron formalizados por los delitos de tráfico y asociación ilícita para el tráfico de drogas, secuestro, tenencia de armas de fuego, entre otros. Durante las pesquisas realizadas por la PDI se encontró un cadáver de un sujeto "de treinta a treinta y cinco años" enterrado en una de las casas allanadas, barajando la posibilidad de que no sea el único cuerpo en la zona. En agosto de 2022, Yoneiker Javier Paredes Fagúndez, apodado “El enano” y líder del clan “Los Gallegos” en Chile, fue descubierto con una sierra metálica en su celda, con la cual intentaría escapar del Complejo Penitenciario de Arica.
En agosto del mismo año dos de los imputados fueron reformalizados por estos delitos, mientras las autoridades siguen buscando a los miembros de la célula criminal. Además, habitantes de la ciudad han estado reportando llamadas de extorsión a comerciantes y vecinos, las cuales incluso amenazan con secuestros o asesinatos en caso de no realizar los pagos.
En un informe de octubre de 2022 perteneciente a la Fiscalía rebela que el Tren de Aragua es el responsable de traficar más de 200 migrantes por semana a territorio chileno, además de aplicar varios cobros y extorsiones para obtener ganancias. Según expertos, el país no esta preparado para enfrentar este tipo de delincuencia, especialmente de bandas extranjeras con un nivel de sofisticación como el Tren de Aragua. Debido a los delitos perpetrados tanto en territorio chileno como boliviano, el 23 de diciembre del 2022 las fiscalías de ambos países crearon el Equipo Conjunto de Investigación, una oficina hecha para combatir delitos como la trata de personas y tráfico de drogas
El 25 de enero de 2023 son capturados 17 venezolanos y un colombiano en la región de Tarapacá, Chile, pertenecientes a la megabanda criminal el Tren de Aragua entre ellos está Hernán David Landaeta Garlotti, alias “Satanás” quien es solicitado por Venezuela donde fue detenido en 2016 por doble homicidio y de donde escapó. Fue capturado en Perú en 2019 y estaba siendo juzgado por el ataque a un policía, recibió comparesencia restringida, al tomar la libertad se escapó para Chile.
El 25 de mayo es detenido el colombiano Luis Felipe Franco Ceballos y la venezolana Mary Emilia Colmenares Orozco de 23 años acusados de trata de blancas, distribución de estupefacientes y otros delitos referente a traslados de mujeres desde Colombia y Venezuela para la explotación sexual en la ciudad de Concepción, como parte del tren de Aragua, junto a otros siete imputados: Josette Evelyn Rosales Rosales, Enrique José Silva León, Carlos Mario Tulcán Montoya, Efraín José Guaimacuto Medina, Jesús Alberto Fernández Noguera, Omar Antonio Partidas Camacaro y Aurimar José Reyes Galea.
El 20 de mayo de 2023 detienen en Arica  a la venezolana Jonahary Jaqueline Navarro alias "la china" (n. 1989) que operaban bajo sus órdenes la comercialización de drogas, extorsión de comerciantes y la prostitución. Era la que se encargada de la contabilidad del grupo, el brazo operativo del tren de Aragua: "Los gallegos". La policía lleva contabilizado 59 detenidos de esta agrupación hasta el momento. El 23 de mayo en operativo en La región de Tarapacá, Chile detienen 8 venezolanos, 2 dominicanos y un colombiano pertenecientes al grupo delictivo en una investigación que inició con la detención de tres personas por delito flagrante de un autobús que se trasladaba en la región transportando 28 pasajeros extranjeros indocumentados y en su interior se encontraron 170 kg de droga (Cannabis y cocaína). Se detuvo en varios operativos a once personas y dos autobuses interprovinciales propiedad del grupo adquiridos para este tipo de traslados.
El 21 de febrero de 2024 ocurre el secuestro y asesinato del exmilitar venezolano Ronald Ojeda por encargo de miembros del Tren de Aragua, lo que origina una querella con el gobierno venezolano e inicia una investigación con ódenes de captura a diferentes miembros de la banda.
En junio de 2024 un operativo policial en cinco cárceles del país derivó en la detención de nueve gendarmes de Chile activos y uno en retiro, por su presunta participación en una red de tráfico de drogas y armas comandada por la banda criminal venezolana, el «Tren de Aragua. la acción dejó 14 personas detenidas que serán presentadas en el Séptimo Juzgado de Garantía de Santiago.  Es detenido en el municipio de Los Patios, del departamento Norte de Santander, Colombia, Carlos Francisco Gómez Moreno, considerado jefe del Tren de Aragua de Chile.
El 23 de enero de 2025 fue confirmado por el FBI la detención de Rafael Gámez Salas, alias ‘El Turco’ de 39 años, en Texas, Estados Unidos, líder de "los piratas de Aragua " una facción del tren de Aragua el pasado 30 de diciembre, originario de Caracas identificado con dos pasaportes uno venezolano y otro colombiano, relacionado en la muerte de Ronald Ojeda. El fiscal Héctor Barros afirmó de acuerdo a declaraciones de testigos que el Niño Guerrero habría sido encargado de la misión de matar a Ronald Ojeda al ordenar a los sujetos conocidos como Carlos Gómez alias "Bobby de Cagua" y a Rafael Enrique Gámez alias ‘El Turco’, quien fue el encargado de organizar, coordinar y vigilar el secuestro de Ojeda en todas sus fases. El fiscal nacional de Chile, Ángel Valencia, confirmó que tres de los testigos apuntan al Gobierno de Maduro por el encargo del crimen de Ojeda. Uno de los detenidos denunció a Diosdado Cabello como el que ordenó y pagó a la banda criminal por el crimen del militar a través del niño Guerrero."Diosdado Cabello dio la instrucción" Mientras en marzo las relaciones diplomáticas entre Chile y Venezuela se ponen tensas con la denuncia ante la Corte Penal Internacional de funcionarios relacionados con el tren de Aragua.
El 6 de marzo una corte de Chile impuso condenas a 31 venezolanos y tres chilenos que integraban parte de Los Gallegos, "brazo armado" del Tren de Aragua en Chile, uno de ellos a cadena perpetua. La justicia los envió a prisión por homicidio, secuestro, tráfico de armas y asociación ilícita, entre otros delitos.
El 17 de abril de 2025 Son detenidos seis miembros del tren de Aragua en Chile que pertenecían al clan conocido como ‘La Hermandad’ y fueron detenidos por narcotráfico y por un homicidio ocurrido en 2024, en Chile se han detenido a más de 300 personas vinculadas a esta organización. Ya suman doce los detenidos con seis detenidos hace un mes, el 13 de marzo.
El 3 de junio la fiscalía de Chile esta a la espera de la deportación desde Colombia de cuatro venezolanos relacionados al caso de Ronald Ojeda, ellos son: Dayonis Junior Orozco Castillo alias "El botija", Larry Álvarez Núñez alias "Larry chunga", Carlos Francisco Gómez Moreno alias "Bobby de Cagua", Luis Alfredo Carrillo Ortiz alias "El gocho". Por otro lado el fiscal Tarek Willian Saab de Venezuela busca que estas personas sean deportada a Venezuela e impedir que vayan a Chile para evitar sus declaraciones. Chile busca que se haga justicia sobre el asesinato de Ronald Ojeda.
El 14 de julio de 2025 una corte da pena máxima a Carlos Leonardo González Vaca, alias “Estrella” líder del Tren de Aragua, fue emitido por el Tribunal Oral en lo Penal de Iquique, Chile, se comprobó que la célula dirigida por “Estrella” operó entre 2021 y 2022 en la región de Tarapacá, al norte del país. Otras once personas fueron condenadas por delitos similares. Destaca el caso de Hernán Landaeta Garlotti, alias “Satanás”, quien fue condenado a cadena perpetua simple y 47 años adicionales de cárcel. Otros como  Zeus Velásquez, Juan Carlos Blanco y Daniel Azuaje sentenciado a penas que oscilan entre 2 y 22 años de prisión.
El 19 de junio tres sicarios venezolanos del Tren de Aragua participan en una operación de sicariato, entre ellos Alberto Carlos Mejía Hernández de 18 años quien fue liberado por error en chile y huye el 11 de julio hacia Perú con destino final a Venezuela, se le tiene identificado con tres diferentes nombres como el de Osmar Ferrer Ramírez un nombre que uso en los tribunales de Chile. Otros dos imputados por el crimen por encargo ocurrido en de junio del empresario chileno la víctima José Felipe Reyes Ossa, son Neomar Andrés Arismest Duarte, Johonder Blanco Velis y  Alejandro Alexander Herrera.Habló taxista que trasladó a sicario a la frontera norte

### Brasil
En 2019, el secretario de Seguridad Pública del estado Roraima de Brasil, Olivan Júnior, alertó sobre la creciente presencia de criminales venezolanos en la ciudad de Pacaraima, ubicada en la frontera con Santa Elena de Uairén, estado Bolívar de Venezuela, que se identificaban como parte del “pranato” venezolano que es liderado por Héctor “Niño” Guerrero, “pran” de la cárcel de Tocorón en Aragua y líder de El Tren de Aragua. En 2021 la megabanda se unió al Primeiro Comando da Capital (PCC) en el Estado de Roraima, una de las organizaciones criminales más grandes de Brasil.

### México
En noviembre de 2024, las autoridades mexicanas reportaron la presencia de miembros del Tren de Aragua en Ciudad Juárez luego de haber recibido varias denuncias de migrantes venezolanos que permanecieron secuestrados por integrantes de la banda, Gilberto Loya, secretario de Seguridad Pública de Chihuahua, teorizó que la organización criminal colabore en conjunto con los cárteles locales en el tráfico de migrantes ilegales.
En diciembre de 2024, el secretario de Seguridad y Protección Ciudadana, Omar García Harfuch, confirmó de forma oficial la presencia del Tren de Aragua en México luego de la detención de 5 integrantes de la banda, además declaró que la banda tenía presencia en Ciudad de México, capital mexicana, en actividades como la trata de personas y el tráfico sexual.
Investigaciones de las autoridades mexicanas han ubicado la presencia del Tren de Aragua en el Estado de México, Querétaro, Morelos, Puebla y Tlaxcala y Ciudad de México. De acuerdo con una fuente ministerial, el Tren de Aragua no cuenta con un suministro propio de drogas ni con control territorial exclusivo, lo que lo lleva a coludirse con bandas locales para abastecerse de opioides, cocaína y marihuana, y fortalecer su influencia con la adquisición de armas y municiones.

### Estados Unidos
En 2024, ha habido reportes de la presencia de miembros del "Tren de Aragua" en Estados Unidos.  Investigaciones de América Latina y los Estados Unidos, incluyendo de InSight Crime, dicen que la banda no posee presencia significativa en el país y de que es poco probable que la establezca.
El 11 de julio de 2024, el Departamento del Tesoro de Estados Unidos y la Casa Blanca anunciaron sanciones contra la banda y la designaron "organización criminal transnacional". El Departamento de Estado también ofrece una recompensa de 12 millones de dólares por información que conduzca al arresto de los líderes de la organización. Greg Abbott, gobernador del estado de  Texas, anunció en Houston una serie de medidas dirigidas a combatir al Tren de Aragua (TDA). Entre las órdenes emitidas el 16 de septiembre de 2024 están lanzar una operación a nivel estatal enfocada a atender la problemática del grupo criminal y declarar a TDA como una organización terrorista extranjera. En noviembre de 2024, Adelvis Rodríguez-Carmona, de 30 años y quién se había identificado como miembro de la megabanda, fue arrestado por las autoridades del condado de Hamilton en Tennessee.

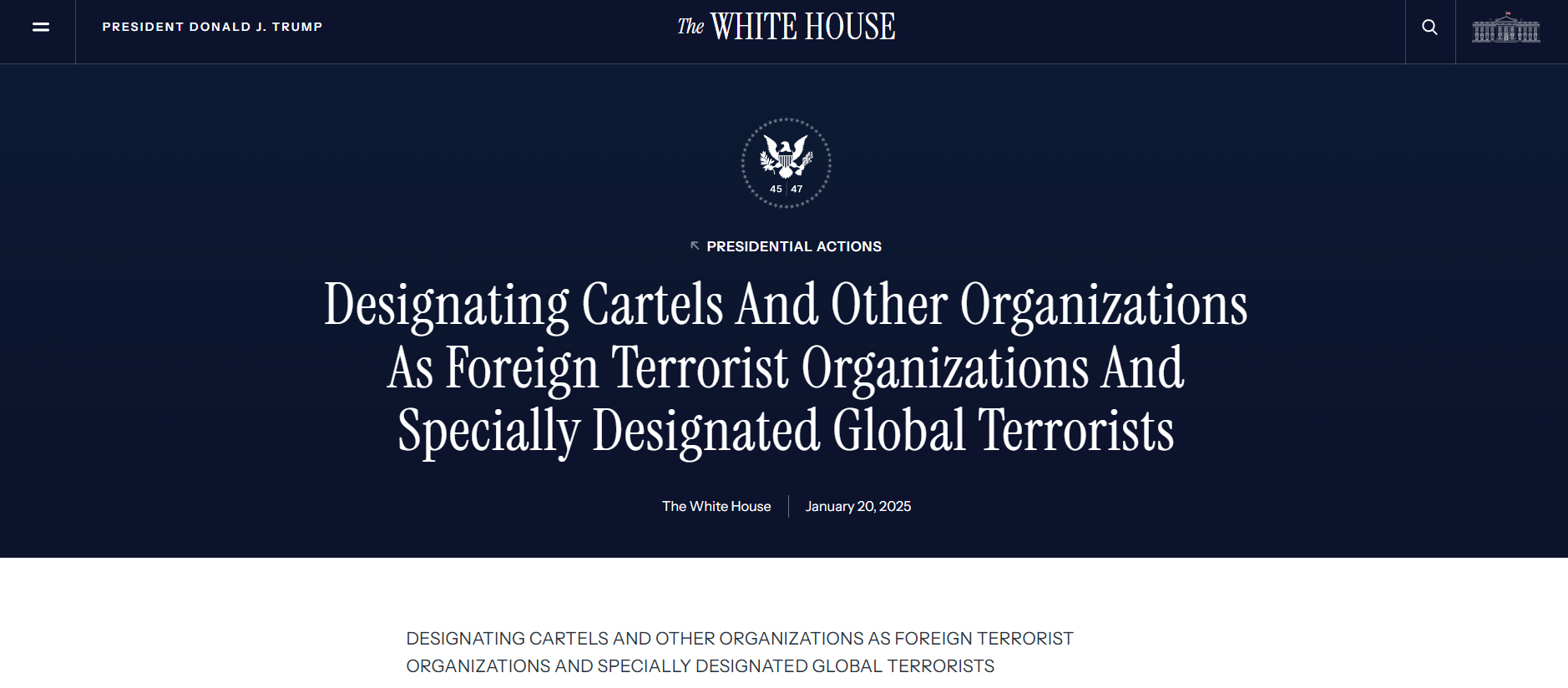
Anuncio de la designación del Tren de Aragua como organización terrorista por los Estados Unidos, junto con la Mara Salvatrucha

A pesar de convertirse en un tema frecuente en la campaña presidencial de Donald Trump en 2024, para diciembre de 2024 el alcance del Tren de Aragua en Estados Unidos en realidad había sido exagerado, ya que la banda sólo tenía células permanentes fuera de Venezuela en Perú y Chile, e incluso sólo había tenido un éxito limitado en el establecimiento de operaciones en la vecina Colombia. El 19 de noviembre de 2024, funcionarios de la Oficina de Investigaciones de Tennessee de Operaciones de Detención y Deportación (ERO) del Servicio de Inmigración y Control de Aduanas (ICE) arrestaron a Luis Alejandro Ruiz-Godoy, quien era buscado por órdenes judiciales pendientes a través de INTERPOL, durante una operación de tráfico sexual.
El 20 de enero de 2025 el presidente Donald Trump firma una orden ejecutiva anunciando la designación del Tren de Aragua como organización terrorista por los Estados Unidos, junto con la Mara Salvatrucha.  El 23 de enero de 2025 fue confirmado por el FBI que Rafael Gámez Salas, alias ‘El Turco’ de 39 años, fue detenido el día 30 de diciembre pasado, en Texas, Estados Unidos, líder de "los piratas de Aragua" una facción del Tren de Aragua en Chile, originario de Caracas identificado con dos pasaportes uno venezolano y otro colombiano.
El 11 de febrero de 2025 fue detenido en Estados Unidos,  Edgar Benítez Rubio, alias “El fresa”, por su presunta implicación en el secuestro y asesinato en Chile del teniente venezolano Ronald Ojeda, es el propietario de los vehículos usados en el secuestro de Ojeda y el asesinato del carabinero Sánchez. El 26 de febrero cinco venezolanos son detenidos en EE UU, dos en la ciudad de Texas, uno de ellos relacionados al tren de Aragua, Carlos Daniel Teran-Aguilar solicitado por chile implicado en el caso del asesinato del Tte Ojeda detenido en enero, otros tres detenidos en Queens, Nueva York, dos de ellos presuntos miembros del Tren de Aragua.
El 6 de mayo de 2025, tanto el The New York Times, como el Washington Post hacen mención a la difusión de un memorándum clasificado: "Venezuela: Examinando los vínculos del régimen con el Tren de Aragua" que confirma que las agencias de inteligencia estadounidenses no consideran la vinculación del gobierno venezolano con el TdA.
Sistema de puntos usado por Estados Unidos para calificar un miembro del TDA
El Departamento de Seguridad Nacional en Estados Unidos utiliza dos formularios que son rellenados por los agentes policiales para actuar durante la detención de un individuo, uno de nueve casilleros y un segundo formulario con 20 casilleros titulado "Ley de Enemigos Extranjeros con base a cierto puntaje como guía para determinar que un venezolano es miembro o indican lealtad al grupo del tren de Aragua, del puntaje recabado se procede a su dención o simplemente a su expulsión del país, para la cual los agentes utilizan una variedad de criterios. "No solo miramos sus tatuajes, también tenemos en cuenta sus asociaciones criminales, sus alias, sus redes sociales, sus mensajes telefónicos, y muchas otras cosas". La  periodista venezolana Ronna Rísquez, descarta que los tatuajes sean un criterio que defina la pertenencia a este grupo, "No tienes que tener un tatuaje para ser miembro del Tren de Aragua".

## Libro
En 2023, la periodista de investigación venezolana Ronna Rísquez publicó el libro «El Tren de Aragua. La banda que revolucionó el crimen organizado en América Latina», obra que documenta la historia y actividad de la banda. La periodista denunció que al menos ocho familiares suyos fueron amenazados como consecuencia de la publicación del libro.